# Keurusselkä och Ukonselkä
Keurusselkä och Ukonselkä är en sjö, eller snarare två sammanhängande sjöar, i Finland. Den ligger i kommunerna Keuru (Keurusselkä) och Mänttä-Filpula (Ukonselkä) i landskapen Mellersta Finland respektive Birkaland, i den södra delen av landet, 220 km norr om huvudstaden Helsingfors. Keurusselkä och Ukonselkä ligger 105,5 meter över havet. Den är 40,99 meter djup. Arean är 118,22 kvadratkilometer och strandlinjen är 606,819 kilometer lång.
Trakten ingår i den boreala klimatzonen. Årsmedeltemperaturen i trakten är 2 °C. Den varmaste månaden är augusti, då medeltemperaturen är 15 °C, och den kallaste är januari, med −14 °C.